# Parasyrisca paironica
Parasyrisca paironica är en spindelart som beskrevs av Ovtsharenko, Platnick och Yuri M. Marusik 1995. Parasyrisca paironica ingår i släktet Parasyrisca och familjen plattbuksspindlar. Inga underarter finns listade i Catalogue of Life.